# Хантер (тауншип, Миннесота)
Хантер (англ. Hunter) — тауншип в округе Джексон, Миннесота, США. На 2000 год его население составило 258 человек.

## География
По данным Бюро переписи населения США площадь тауншипа составляет 92,6 км², из которых 92,5 км² занимает суша, а 0,2 км² — вода (0,17 %).

## Демография
По данным переписи населения 2000 года здесь находились 258 человек, 99 домохозяйств и 77 семей. Плотность населения — 2,8 чел./км². На территории тауншипа расположено 113 построек со средней плотностью 1,2 построек на один квадратный километр. Расовый состав населения: 100,00 % белых. Испанцы или латиноамериканцы любой расы составляли 0,78 % от популяции тауншипа.
Из 99 домохозяйств в 30,3 % воспитывались дети до 18 лет, в 71,7 % проживали супружеские пары, в 4,0 % проживали незамужние женщины и в 22,2 % домохозяйств проживали несемейные люди. 20,2 % домохозяйств состояли из одного человека, при том 12,1 % из — одиноких пожилых людей старше 65 лет. Средний размер домохозяйства — 2,61, а семьи — 3,00 человека.
27,1 % населения — младше 18 лет, 3,9 % — в возрасте от 18 до 24 лет, 23,6 % — от 25 до 44, 20,9 % — от 45 до 64, и 24,4 % — старше 65 лет. Средний возраст — 42 года. На каждые 100 женщин приходилось 106,4 мужчин. На каждые 100 женщин старше 18 приходилось 106,6 мужчин.
Средний годовой доход домохозяйства составлял 41 786 долларов, а средний годовой доход семьи — 46 667 долларов. Средний доход мужчин — 33 333 доллара, в то время как у женщин — 26 000. Доход на душу населения составил 18 729 долларов. За чертой бедности находились 3,9 % семей и 3,2 % всего населения тауншипа, из которых 4,6 % младше 18 лет.